# Zespół kociego oka
Zespół kociego oka (ang. cat eye syndrome, CES, zespół Schmida-Fraccaro, Schmid-Fraccaro syndrome) – rzadki zespół wad wrodzonych spowodowany nieprawidłowościami budowy chromosomu 22. Zazwyczaj aberracja polega na trisomii albo tetrasomii krótkiego ramienia i niewielkiego fragmentu długiego ramienia chromosomu 22. W kariotypie stwierdza się obecność małego (mniejszego niż chromosom 21) dodatkowego chromosomu, często z dwoma centromerami i dwoma satelitami; oznaczenie aberracji jest następujące: 47,+(idic(22)(pter->q11.2::q11.2->pter)).

## Objawy i przebieg
Zespół charakteryzuje niezwykła zmienność objawów. Względnie stale występującymi malformacjami są koloboma tęczówki, atrezja odbytu z przetoką, skośne ustawienie szpar powiekowych, wyrośla lub dołki przeduszne, wady serca, wady układu moczowego, przy prawidłowym lub niemal prawidłowym rozwoju umysłowym. 

## Historia
W piśmiennictwie medycznym pierwsze doniesienie o asocjacji typowych dla CES malformacji pochodzi z 1878 roku. Opis zespołu wraz ze stwierdzeniem nieprawidłowości w kariotypie przedstawił Schachenmann, Schmid, Fraccaro i wsp. w 1965 roku. Buhler i wsp. w 1972 roku opisali rodzinne występowanie trisomii 22 pter->q11.